# Ніч у Лісабоні
«Ніч у Лісабоні» (нім. Die Nacht von Lissabon) — роман німецького письменника Еріха Марія Ремарка. У 1961 році публікувався в журналі «Welt am Sonntag». Окреме видання вийшло у 1962 році.

## Сюжет
«Ніч у Лісабоні» написана від імені героя-оповідача, супутницю якого звуть Рут. Рятуючись від нацистів, оповідач разом з Рут опиняється в Лісабоні, де безуспішно намагається роздобути грошей на фальшиві американські візи та квитки на пароплав до США — останню надію біженців. В одну з ночей 1942 року він зустрічає на набережній незнайомця, який готовий подарувати йому два квитки на пароплав, але за однієї умови: герой роману має пробути всю ніч з незнайомцем і вислухати його оповідь. Розповідь незнайомця постає повною драматизму історією життя людини, в якій переплітаються його особиста трагедія і трагедія Європи, розчавленої нацизмом.

## Екранізації
- 1971 — телевізійний фільм «Die Nacht von Lissabon» (Західна Німеччина). Режисер — Збинек Бриних (Zbynek Brynych). Перший показ — 9 квітня 1971[2].
- Вихід фільму за мотивами «Ніч у Лісабоні» очікується наприкінці 2023 року. Автором сценарію є Ян Стокелл[3].

## Зв'язок з іншими роботами
Книга входить до так званої «емігрантської трилогії» Ремарка, до якої входять «Люби ближнього твого» (1939), «Тріумфальна арка» (1945) та «Ніч у Лісабоні» (1962)". Подібно до Ремаркових романів «Люби ближнього твого» та «Тріумфальна арка», сюжет «Ночі у Лісабоні» обертається навколо життя людей без громадянства.
Супутницю героя-оповідача роману звати Рут, так само як і кохану героя іншого «емігрантського» роману Ремарка «Люби ближнього твого», Людвіга Керна.

## Переклади українською
Хронологічний список українських перекладів творів Еріха Марії Ремарка.
- Еріх Марія Ремарк. Ніч у Лісабоні. Переклад з німецької: Микола Дятленко та Аркадій Плют. Київ: журнал «Всесвіт» № 7 (стор. 3–71), № 8 (стор. 111—148) за 1963 рік[7]
- Еріх Марія Ремарк. «Чорний обеліск. Тріумфальна арка. Ніч у Лісабоні». Переклад з німецької: Євген Попович, Юрій Микола Дятленко, Аркадій Плют; Ілюстрація палітурки: RomaN; малюнки: Олександр Семякін. Харків: КСД. 2015, 912 стор. ISBN 978-966-148-323-0 (палітурка), ISBN 978-966-14-8612-5 (ebook)
  - «Чорний обеліск». Переклад з німецької: Євген Попович
  - «Тріумфальна арка». Переклад з німецької: Євген Попович
  - «Ніч у Лісабоні». Переклад з німецької: Микола Дятленко та Аркадій Плют